# Infiniti (série de televisão)
Infiniti é uma série de televisão de suspense e ficção cientifica franco-belga criada por Stéphane Pannetier e Julien Vanlerenberghe e dirigida por Thierry Poiraud. É estrelada por Céline Sallette e Daniyar Alshinov.

## Enredo
Um corpo foi encontrado em um telhado no Cazaquistão: pertence ao astronauta americano Anthony Kurt. Mas ele também está supostamente no espaço a bordo da Estação Espacial Internacional. A astronauta francesa Anna Zarathi e o policial cazaquistanês Isaak Turgun decidem resolver este misterioso paradoxo.

## Elenco
- Céline Sallette como Anna Zarathi
- Daniyar Alshinov como Isaak Turgun
- Vlad Ivanov como Emil Durkhov
- Lex Shrapnel como Anthony Kurz
- Karina Arutyunyan como Lydia Joukovskaïa
- Anatolii Panchenko como Mikhail
- Ellora Torchia como Reva
- Jarreth J. Merz como Mason
- Laurent Capelluto como Xavier De Livier
- Samal Yeslyamova como Irina
- Oleg Levin como Belinski
- Eric Raymond Lim como Xi Ning
- Xuemeng Li como Hoi Han
- Yerken Gubashev como Fef Askarev
- Oleg Drach como Gilgamesh
- Nurbek Mukushev como Chingiz
- Chike Chan como Li Wong
- Rob Feldman como Youri Kozlov

## Prêmios e indicações
| Ano  | Prêmio                        | Categoria                   | Indicado | Resultado |
| 2023 | 51º Emmy International Awards | Melhor Telefilme/Minissérie | Infiniti | Indicado  |